# 영화 제작 규정 관리국
영화 제작 규정 관리국(영어: Production Code Administration, PCA)은 1934년 미국영화협회 (Motion Picture Producers and Distributors of America, MPPDA)에서 헤이스 코드의 내용을 조금 더 잘 지킬 수 있게 하기 위해 설립되었다. 미국의 모든 영화는 당시 이 관리국에서 검열을 받고, 통과가 되어야지만 영화관에서 상영이 가능하였다.